# Сільськогосподарське машинобудування
Сільськогосподарське машинобудування — галузь машинобудування, підприємства якої виробляють різні машини та устаткування для потреб сільського господарства.

## Основний опис
Сільськогосподарські машини різноманітні та багаточисленні, їх конструкції навіть по окремих типах мають значні розбіжності, що обумовлені як різними умовами роботи так і в першу чергу різноманіттям технологічних процесів сільськогосподарського виробництва. При розробці сільськогосподарської машини слід враховувати велику кількість випадкових факторів при виконанні технологічних процесів, а це вимагає прийняття багатьох припущень, що не дозволяє часом при теоретичних дослідженнях отримати достовірний результат. Тому до тепер актуальне висловлювання академіка Горячкіна В.П. стосовно створення теорії сільськогосподарських машин: легше зробити робочий орган, ніж теорію для його опису. 
Система машин для комплексної механізації є складною і спрямованою на отримання максимального господарського ефекту, складається з наборів і комплексів сільськогосподарських машин і знарядь, за допомогою яких досягається комплексна механізація всіх технологічних процесів виробництва в стислі агротехнічні терміни в різних ґрунтово-кліматичних районах з найменшою витратою ресурсів та мінімальним екологічним впливом.
Структура системи машин для комплексної механізації сільського господарства подавалась чотирма частинами: рослинництво, тваринництво, меліорація, лісове господарство. Нижче укрупнено наведено орієнтовний склад сільськогосподарських машин для рослинництва та тваринництва, згрупованих за призначенням, який показує все їх різноманіття. 

## Історія
В 1842 поміщик Д. Кандиба збудував завод сільськогосподарського машинобудування на хуторі Дмитрівці в Чернігівській губернії. 
Значного зростання галузь досягла в 1870-их і в кінці 19 століття.
Сільськогосподарське машинобудування до 1914 було провідною галуззю машинобудування, на що впливав попит на машини через брак робочих рук в с.-г. степу, а також наявність сировини (її постачали металеві центри) і палива. В 1912 в Україні нараховувалося 138 середніх і великих заводів сільськогосподарського машинобудування, які виробляли близько 40% від всього машинобудування в Україні і близько 60% всього сільськогосподарського машинобудування Росії; їхня валова продукція — 28,5 млн карб., кількість робітників бл. 17 тис. 
Сільськогосподарське машинобудування зосереджувалося в Харкові, Одесі, Єлисаветграді, а також у Білій Церкві, Олександрівську, Бердянську та інших місах. Їх власниками були переважно закордонні капіталісти. Однак сільськогосподарське машинобудування не покривало попиту країни, і понад 40% машин завозилося з-за кордону (переважно з Німеччини).
Після занепаду впродовж 1917 — 21 українське сільськогосподарське машинобудування почало зростати і 1925 досягнуло довоєнного рівня, а 1937 зросло у 3,4 рази порівняно з 1913 (50% продукції всього СРСР). На зростання сільськогосподарського машинобудування України та на випуск нових типів машин вплинула головно механізація сільського господарства і збільшення попиту радгоспів і колгоспів (наприклад, питома вага тракторних сільськогосподарських машин зросла з 3% 1927 — 28 до 82% 1932 — порівняно з кінними). Зростання сільськогосподарського машинобудування було меншим, ніж зростання інших галузей машинобудування, тому частка сільськогосподарського машинобудування порівняно з усім машинобудуванням зменшилася.
Після розорення в 1941—1944, сільськогосподарське машинобудування досягнуло в 1948 довоєнного рівня і далі швидко зростало, хоч повільніше, ніж в інших частинах СРСР; за 1940—1973 продукція УРСР збільшилася майже в 15 разів, але їх частка зменшилася до 23% продукції СРСР. Натомість асортимент продукції сільськогосподарського машинобудування в Україні збільшувався; наприклад, лише у другій пол. 1960-их створено 133 нових типів машин. Найважливіші вироби С.-г. м. (у тис. штук; у дужках % України від СРСР):
|                                  | 1940        | 1965         | 1974         |
| -------------------------------- | ----------- | ------------ | ------------ |
| Плуги тракторні                  | 19,8 (51,6) | 72,0 (43,5)  | 126,2 (58,0) |
| Сівалки тракторні                | 11,0 (51.5) | 78,9 (30,2)  | 89,9 (5.0,5) |
| Жатки рядкові                    | —           | 26,3 (27,0)  | 69,2 (83,0)  |
| Комбайни бурякозбиральні         | —           | 11,0 (62,8)  | 15,9 (100,0) |
| Кормодробарки                    | —           | 6,2 (34,6)   | 23,2 (72,6)  |
| Автонапувалки для великої худоби | —           | 135,2 (35,4) | 716,2 (13,5) |

В 1973 вартість продукції сільськогосподарського машинобудування, включаючи виробництво запасних частин, становила 1 020 млн карб. у цінах 1967.

## Сучасний стан
Найбільші підприємства сільськогосподарського машинобудування є в Одесі (засноване 1854), Кропивницькому («Червона зірка», 1874), Харкові («Серп і молот», 1875), Львові («Львівсільмаш», з 1945), Оріхові («Орсільмаш», з 1929); у Херсоні виробляються (з 1909) бурякові комбайни (виробництво зернових комбайнів у Дніпрі припинено й перенесено до Ростова-на-Дону).
Галузева структура і особливості розміщення
Сільськогосподарське машинобудування традиційно займає важливе місце в структурі машинобудівного комплексу України. Воно орієнтується на райони виробництва сільськогосподарської продукції, а його розміщення пов'язане із зональною спеціалізацією сільського господарства. Вагомий вплив на розміщення с/г машинобудування та тракторобудування справляє споживчий чинник. 
В Україні збудовано великі спеціалізовані підприємства для виготовлення землеобробних машин (плугів, культиваторів), сівалок, комбайнів, навантажувачів, причепів, обладнання для кормовиробництва і тваринництва. 
Найбільшим центром сільськогосподарського машинобудування є Харків (мотори для самохідних комбайнів), Одеса (тракторні плуги), Кропивницький (сівалки), Дніпро і Тернопіль (бурякозбиральні комбайни), Херсон (кукурудзозбиральні комбайни, створюється виробництво зернозбиральних), Бердянськ (жниварки), Львів (хімсільгоспмашини). 
Обладнання для кормовиробництва і тваринництва виробляють у Бердянську, Ніжині, Умані, Ковелі, Коломиї та Білій Церкві. Заводи з випуску інших сільськогосподарських машин та запасних частин до них є в Києві, Мелітополі, Донецьку, Луганську, Кременчуці, Конотопі, Миколаєві та Первомайську. 
Розміщення тракторобудування орієнтується в основному на споживача, і представлено воно 20 підприємствами. Найбільшим центром є Харків, де збудовані заводи тракторний, моторобудівний, тракторних самохідних шасі, а також заводи Лазова та Дергачі в Харківській області, де виробляють деталі і вузли для харківських тракторів. Тракторобудування розвинуте також у Дніпрі (колісні трактори), Вінниці (тракторні агрегати), Мелітополі і Кропивницькому (тракторні гідроагрегати). Підприємства для виробництва деталей і запасних частин для тракторів розташовані у Кременчуці, Києві, Сімферополі, Одесі, Луганську, Білій Церкві. Один з основних заводів в Україні, що виробляє сепаратори для очищення та калібрування зерна є луганський завод ТОВ «НВФ «Аеромех».
Машини для рослинництва:
- ґрунтообробні (лемішні та спеціальні плуги, дискові борони, ротаційні ґрунтообробні для боротьби з вітровою та водяною ерозією ґрунту,  комбіновані ґрунтообробні машини та агрегати, ґрунтообробні для зрошувального землеробства, машини для покращення лугів та пасовищ, машини та інструмент для передпосівної обробки ґрунту та доглядом за сільськогосподарськими культурами, машини та інструмент для прибирання каміння тощо);
- для сівби, садіння, внесення добрив, захисту рослин та зрошення (сівалки, посадочні машини, для внесення добрив, для захисту рослин, машини та обладнання для зрошування);
- для збирання та переробки зерна (зернозбиральні комбайни, валкові жатки, машини та обладнання для очистки та сепарації зерна і насіння, зерносушилки тощо);
- для збирання картоплі, овочів та луб’яних культур (картоплезбиральні машини, машини для збирання овочевих культур, для збирання буряка та кормових коренеплодів, для збирання луб’яних культур);
- для збирання фруктів;
- для обробки та механізації сховищ картоплі, овочів та фруктів;
- вантажно-розвантажувальні;
- для закритого ґрунту (гідропонні машини, машини для вирощування і посадки розсади, грибів, системи автоматичного регулювання параметрів технологічних процесів вирощування рослин);
- машини для обробки та збору чаю;
- сінозбиральні;
- машини та обладнання для пресування, гранулювання та брикетування кормів;
- кормозбиральні комбайни;
- обладнання для активної вентиляції і сушки трав’яних кормів.

Машини для тваринництва:
- для приготування кормів (коренебульбомийки, подрібнювачі кормів, очищувачі кормової сировини, дозатори сипучих кормів, змішувачі);
- для роздавання кормів;
- для видалення та обробки гною;
- обладнання механізації доїння і обробки молока (доїльні установки, пристрої заміру кількості молока, теплообмінні апарати для охолодження та нагріву молока, холодильне обладнання, відділювачі вершків та молокоочищувачі, насоси, резервуари для охолодження та зберігання молока);
- машини та обладнання для механізації птахофабрик.

Склалася практика, що не сукупність вимог технології сільськогосподарського виробництва в різних ґрунтово-кліматичних та організаційних умов лягають в основу створення типорозмірного ряду машин і комплексів. А створені на основі усереднених агротехнічних вимог машини визначають технологію виробництва сільськогосподарської продукції. Тому для творців машин, машинобудівників необхідно володіти системою технологій, в яких представлено поле вимог до проведення кожної технологічної операції в різних ґрунтово-кліматичних умовах, діапазон допустимих відхилень основних характеристик від оптимальних за критерієм допустимих значень.